# アゾヴォ＝スィヴァスクィー国立自然公園
アゾヴォ＝シヴァスクィー国立自然公園（ウクライナ語: Азово-Сиваський національний природний парк、英語: Azov-Syvash National Nature Park）はアゾフ海の北西部のビリューチー島に位置する、ウクライナの国立公園。公園はアゾフ海北西部の独特な沿岸の環境を保護する目的で設立された。この場所は年間100万羽以上が訪れる渡り鳥の経由地として特に重要である。公園はヘルソン州のゲニチェスクィー地区に位置している。1993年2月25日に設立され、52582.7ヘクタールの面積を有している。

## 地形
公園には2つの異なるエリアがある：
- アゾフ地区：アゾフ海のビリューチー島（約7700ヘクタール）。島は実際には幅の狭いフェドトヴァ砂嘴で陸地と繋がっている。地形はほとんどが河口の砂州の平地である。
- 腐海（スィヴァーシュ）地区：ラグーン状の腐海（37785ヘクタール）に沿って内陸に伸びる海洋河口の水域と島々。

## 気候とエコリージョン
公園はポントス・カスピ海草原エコリージョン（生物地理学的地域）にある。
アゾヴォ＝スィヴァスクィー地域の公式な気候区分は季節的な温度差が大きく、暑い夏（少なくとも4ヶ月の平均気温が10℃を超えており、そのうちの少なくとも1ヶ月が22℃を超えている「夏季が暑いサブクラスの湿潤大陸性気候」（ケッペンの気候区分Dfa）である。1月の平均気温は-3℃で、7月は24℃となる。年間降水量は平均260mmで、ウクライナでも最も少ない部類に入る。

## 植物相と動物相
腐海区画は乾燥した草原環境で、土壌が貧弱で、汽水植生が繁殖している。湾内の島々は比較的孤立したままであり、より代表的な南部の草原の植生をしめしている。腐海区画の一部には葦原が連なっている。アゾフ地区は渡り鳥にとって重要な休息地となっている。公園の中央腐海地区は国際的に重要なラムサール条約の湿地である。同地区は、バードライフ・インターナショナルが指定した重要野鳥生息地（IBA）の一部である。

### 植物相
腐海の気候と土壌の条件では、比較的貧弱な砂漠の草原と、対応する草原の動物相を伴う塩水植生が形成されている。本物の南部の草原が広がり、葦が河口に沿って生い茂るビリューチー島の環境条件はより好条件である。
人為的影響の少ない中央腐海の保護された島であるチュリュク（Churyuk）とクユク＝トゥク（Kuyuk-Tuk）では典型的な草原植物の植物群落が保存されている。

### 動物相

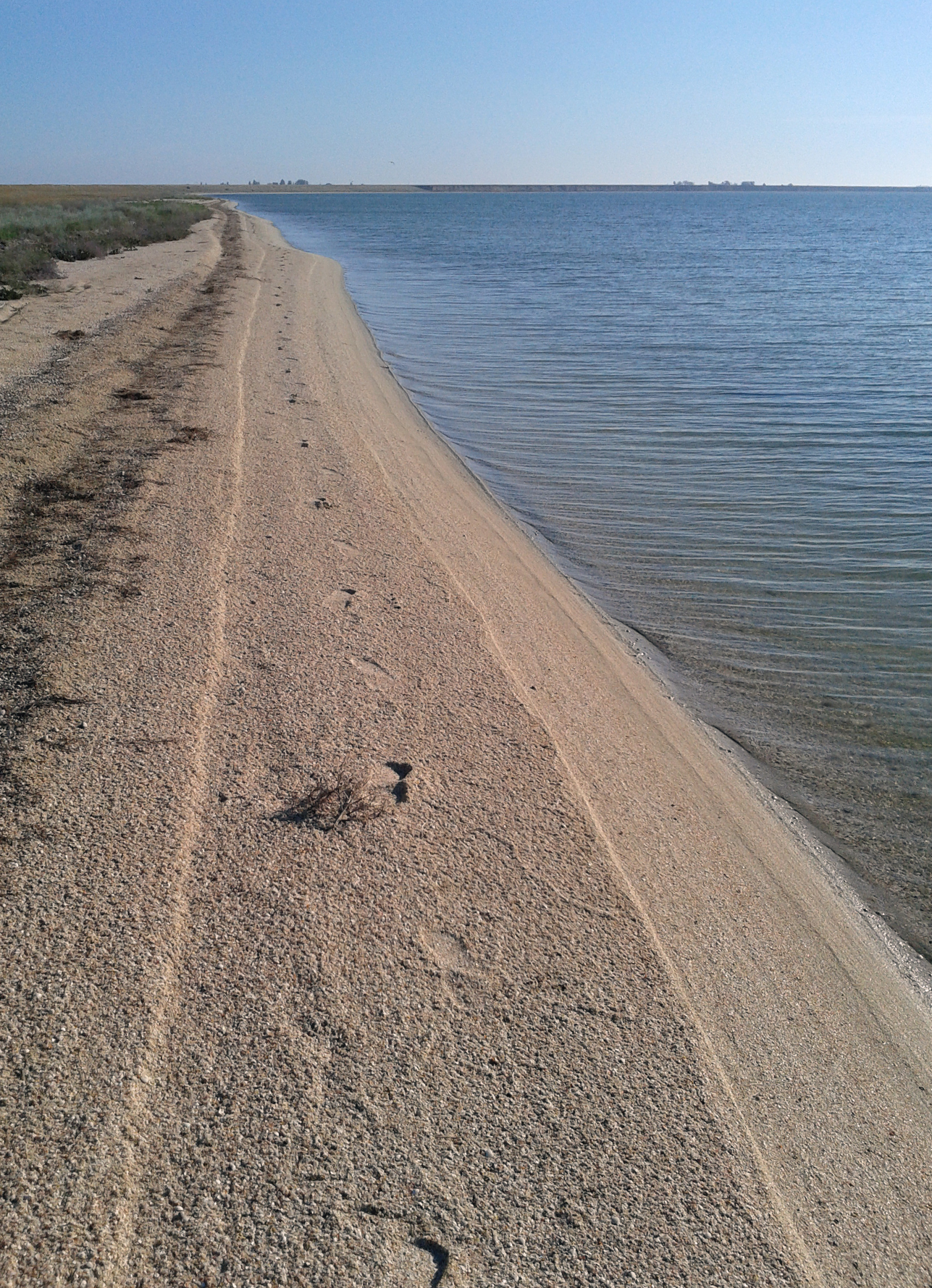
アゾヴォ＝スィヴァーシュの砂と砕けた貝殻の海岸

この湾は冬の湿地の鳥類にとって特に貴重な土地である。シロチドリ、セイタカシギ、ミヤコドリ、カオジロオタテガモ、オオズグロカモメ、オジロワシといったウクライナのレッドブックに記載されている希少種、危急種、絶滅危惧種を含む100万羽以上の鳥（ツバメ、カモ、クロハラジサシ属、渉禽類、コブハクチョウ、ツクシガモ属、サギその他）が年間を通じて、季節ごとの集団として登録されている。Prysyvashshya草原の近くでは、ノガン、ヒメノガン、アカハネツル、ツル、ハイイロチュウヒ、ウスハイイロチュウヒ、イヌワシ、カラフトワシ、セーカーハヤブサ、ハヤブサ、ヒメチョウゲンボウが見られる。公園には合計30種類の「レッドブック」記載の鳥類が登録されている。このうち、オジロワシとヒメノガンはヨーロッパのレッドリストにも記載されている。ここで越冬するアオガンとハイイロガンの個体数の1%以上がこの土地に住んでいる。公園に合計で197種類の鳥類が登録されている。
草原の草は、順応した動物の大集団の形成に貢献した。順応化は1928年に開始された。アカシカ（830頭）は1992年、ダマジカ（1425頭）は1991年、ムフロン（987頭）は1992年、アジアノロバ（37頭）は1994年に最大個体数が観察された。狩猟鳥のうち、一般的なキジはここに順応し、その数は定期的に数百羽に達する。さらにビリューチー島はノウサギ、キツネおよび適応したタヌキなどの在来の動物種が生息するための良好な条件を作り出した。この地域の緊迫した疫学的状況を考慮すると、これらの動物数は絶えず制御される必要がある。
公園内には250種の脊椎動物を含めて5000種以上の動物が生息している。両生類としてはヨーロッパミドリヒキガエルやワライガエルが、爬虫類としては多数のニワカナヘビ、多色のトカゲ、ヨーロッパヤマカガシ、ミズベヘビなどがいる。公園水域に登録されている、商業的価値のある26種類の魚類の中にはヨーロッパヌマガレイ、黒海のイシビラメ、マーブルゴビー、コーカサス・ドワーフ・ゴビー、ロシアチョウザメ、ホシチョウザメ、そして最近アゾフ海に順応したメナダなどがいる。
公園はまた、ウクライナのレッドブックに記載されている動物の多くの種を保護している：great jerboa、ステップケナガイタチ、アゾルイルカ、四本筋で黄色い腹のナメクジ、ヨーロッパナメラ、Vipera renardiだけではなく、2種のヒドロポリプ、1種のワムシおよび甲殻類の昆虫が5種：empusa pennicornis（ヨウカイカマキリの一種）、Iris polystictica、ベッコウバチ、Cryptocheilus rubellus、アナバチ、Stizus fasciatus、white leucomigus。
アゾヴォ＝スィヴァスクィー国立自然公園の領域内には合計250種の脊椎動物が生息しており、そのうちの48種がウクライナのレッドブックに掲載されている。

## 一般の利用
国立公園として、アゾヴォ＝スィヴァスクィーは保護エリア（中央腐海の38,970ヘクタール）、規制されたレクリエーションゾーン（618ヘクタール）、地域のレクリエーションエリア（93ヘクタール）および「経済ゾーン」（12,473ヘクタール）の4つの用途別の領域に分割されている。